# Nijkerk
Nijkerk  este o comună și o localitate în provincia Gelderland, Țările de Jos. 

## Localități componente
Achterhoek, Appel, De Veenhuis, Doornsteeg, Driedorp, Hoevelaken, Holk, Holkerveen, Kruishaar, Nekkeveld, Nijkerkerveen, Prinsenkamp, Slichtenhorst, 't Woud, Wullenhove.